# Parque nacional Montaña Clump
Montaña Clump es un parque nacional en Queensland (Australia), ubicado a 1.287 km al noroeste de Brisbane. Es parte del Coastal Wet Tropics Important Bird Area, identificada como tal por BirdLife International debido a su importancia para la conservación de las aves de las selvas tropicales de tierras bajas.